# 恩斯特·冯·普菲尔
恩斯特·海因里希·阿道夫·冯·普菲尔（德語：Ernst Heinrich Adolf von Pfuel），普鲁士将军，曾向后担任普鲁士战争部长及首相。生于普鲁士扬斯费尔德上的一个军官家庭，1797年从戎。曾参加拿破仑战争，1825年晋升将军。1848年9月至11月间曾担任普鲁士首相。